# Reynaldo Hahn
Reynaldo Hahn (Caracas, 9 agosto 1874 – Parigi, 28 gennaio 1947) è stato un compositore, pianista e direttore d'orchestra venezuelano naturalizzato francese, conosciuto tra le altre cose per la sua relazione sentimentale con Marcel Proust.

## Biografia
Reynaldo Hahn nasce in Venezuela e si trasferisce a Parigi con la famiglia di origine ebrea  all'età di tre anni. Subito comincia la sua attività di musicista, dimostrando grandi abilità sia al pianoforte che nel canto. All'età di 8 anni compone la sua prima mélodie (romanza per voce e pianoforte). Entra nel Conservatorio di Parigi all'età di 10 anni, avendo come insegnanti Jules Massenet, Charles Gounod e Camille Saint-Saëns; il lavoro che lo rende però famoso in tutta Parigi e, di conseguenza, in tutta la Francia è Si mes vers avaient des ailes, canzone d'arte su un testo di Victor Hugo, scritta a 14 anni, nel 1888.
La fama che acquisì gli permise di venire a contatto con i più grandi artisti della sua epoca, fra i quali Paul Verlaine, del quale musicherà molte poesie, Alphonse Daudet e Stéphane Mallarmé, oltre ai suoi colleghi al Conservatorio Maurice Ravel e Alfred Cortot.
Nel 1894 conobbe lo scrittore Marcel Proust con il quale ebbe una breve relazione sentimentale che però si trasformò in una lunghissima amicizia, durata fino alla morte dello scrittore (1922).
Ottenne la cittadinanza francese solo nel 1909, e nel 1914 si arruolò volontario nell'esercito francese per la prima guerra mondiale, raggiungendo il grado di caporale. Sul fronte scrisse un ciclo di mélodie su testi di Robert Stevenson. Alla fine della guerra si specializzò nella direzione d'orchestra fondando il suo repertorio soprattutto sulle musiche di Mozart: proprio per questo venne invitato più volte al Festival di Salisburgo fra gli anni venti e gli anni trenta. In questi anni fu anche critico musicale di punta del quotidiano "Le Figaro".
Dopo la pausa della seconda guerra mondiale, quando fuggì da Parigi per la sua origine ebrea, riprese l'attività direttoriale e compositiva, diventando nel 1945 direttore dell'Opera di Parigi. Mantenne questo ruolo per soli due anni, in quanto nel 1947, all'età di 73 anni, venne stroncato da un tumore al cervello. È sepolto nel cimitero di Père-Lachaise.
Nel 1956 l'operetta Ciboulette va in scena al Grand Théâtre di Ginevra.

## Stile

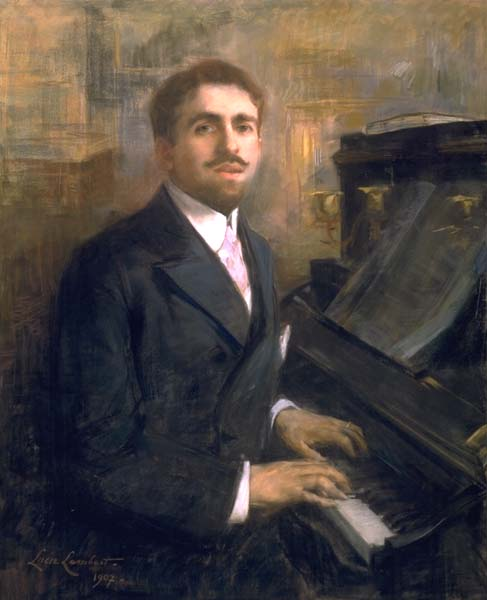
Reynaldo Hahn in un dipinto di Lucie Lambert del 1907

La sua chanson più famosa, e attualmente più eseguita, è "A Chloris", che risente molto dello stile musicale impressionista e dello stile tardo-romantico dei suoi insegnanti. Sebbene sia molto famoso per la sua dedizione alle composizioni vocali, Hahn scrisse anche diverse opere per orchestra (fra cui un concerto per pianoforte e un poema sinfonico), diversi balletti (il suo "Le Dieu bleu" fu eseguito per la prima volta dai Balletti russi di Sergej Djagilev nel 1912), due colonne sonore, musica per il teatro e ben dieci fra opere liriche e operette, oltre che diverse composizioni di musica da camera.

## Principali composizioni

### Melodie vocali
- Fleur de mon âme
- Aimons-nous! (1891)
- 7 Chansons grises (1887-1890)
  1. Chanson d'automne
  2. Tous d'eux
  3. L'allée est sans fin
  4. En sourdine
  5. L'heure exquise
- Le Rossignol des Lilas
  1. Paysage triste
  2. La bonne chanson
- Aubade espagnole (1889)
- 20 Mélodies (1e recueil) (1888-1896)
- 20 Mélodies (2e recueil) (1896-1921), contiene fra le altre:
  1. À Chloris (1913)
  2. Quand je fus pris au pavillon (1899)
  3. Le printemps (1899)
- 12 Rondels (1898-1899)
- Le marchand des marrons (1899)
- Adieu! (1899)
- Les Études latines (1900)
- À une étoile (1901)
- Venezia, 6 Chansons in dialetto veneziano (1901)
  1. Sopra l'acqua indormenzada
  2. La Barcheta
  3. L'Avertimento
  4. La biondina in gondoleta
  5. Che pecà!
  6. La Primavera
- Les feuilles blessées (1901-1906)
- J'ai caché dans la rose en pleurs! (1903)
- Amour sans ailes (1904)
  1. Te serrer dans mes bras!
  2. Le chêne mort
  3. Non, vous ne m'aimez pas
- Oh! For the Wings of a Dove (1904)
- Ô fons Bandusiae! (1905) per voce femminile
- Au pays musulman (1906)
- Chansons et madrigaux per 3 o 4 voci e pianoforte (ad libitum) (1907)

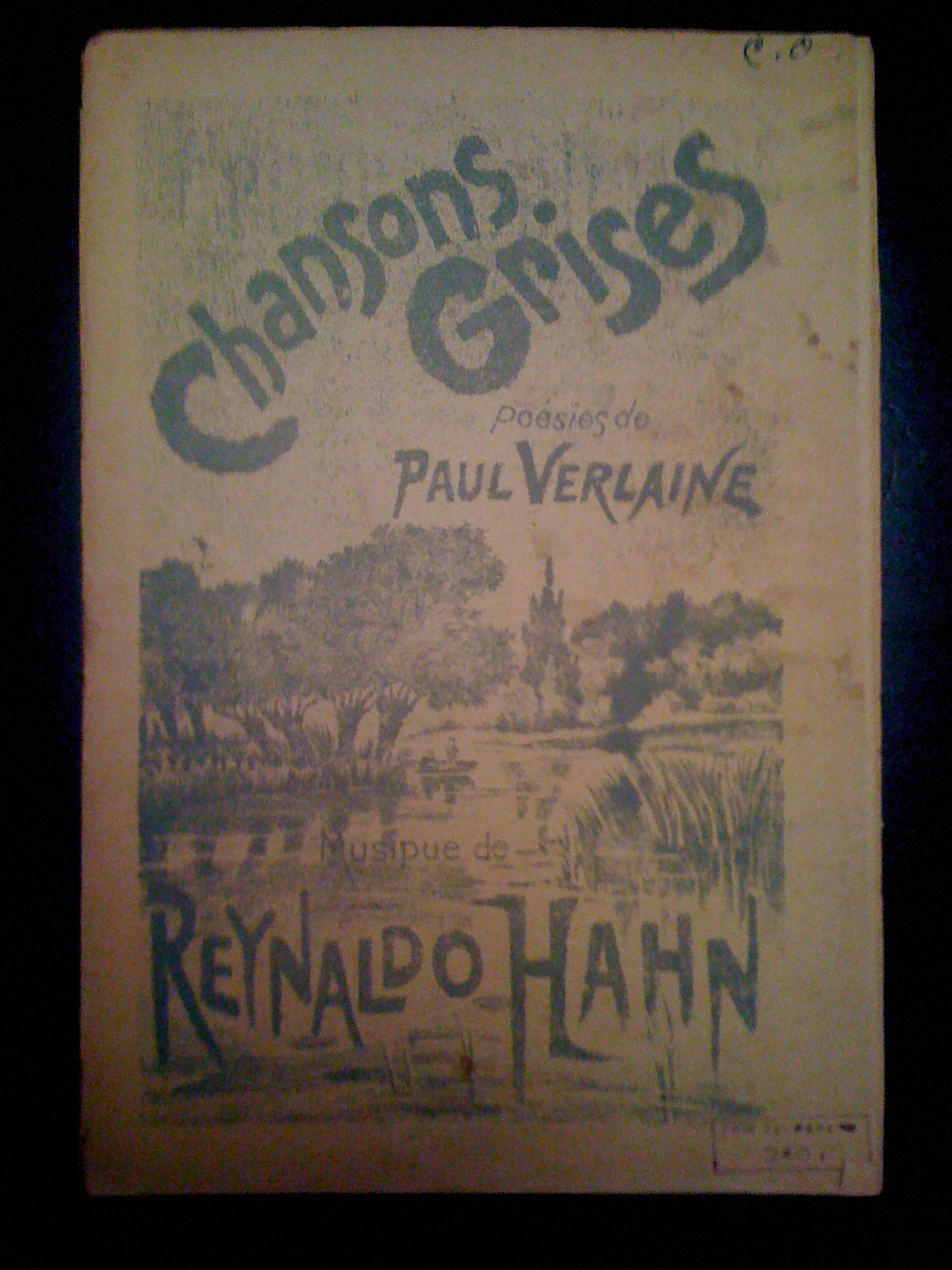
Copertina di "7 Chansons grises" - 1887

- Dans l'été (1908)
- Avoir des ailes de colombe (1911)
- L'alouette
- Chansons espagnoles (1947)
- 9 Mélodies retrouvées (1955)

### Opera
- L'île du rêve (1891-1893)
- La Carmélite (1902) all'Opéra Comique di Parigi con Emma Calvé
- La fête triomphale (1919 al Palais Garnier di Parigi)
- Nausicaa (1919)
- La colombe de Bouddha (1921)
- Le marchand de Venise (1935 al Palais Garnier di Parigi)

### Operetta
- Miousic (1914) (Collaborazione fra Hahn, Charles Lecocq e André Messager)
- Ciboulette (1923)
- Brummel (1930)
- Malvina (1935)
- Le oui des jeunes filles (1942)

### Balletto
- Fin d'amour, Ballet-Pantomime (1892)
- Le Bal de Béatrice d'Este (1907)
- Les fêtes de l'hymen et de l'amour (1909)
- La fête chez Thérèse, Ballet-Pantomime (1910 al Palais Garnier di Parigi)
- Le bois sacré, Ballet-Pantomime (1910)
- Le Dieu bleu (1911)
- Degas (1925)
- Valses (1932)
- Aux bosquets d'Italie (1937-1938)

### Concerti
- Concerto in re maggiore per violino e orchestra (1926-27)
- Concerto in mi maggiore per pianoforte e orchestra (1930)
- Concerto per cinque strumenti (1942)

### Colonne sonore
- La dame aux Camélias (1934)
- Sapho (1934)